# Kurt Brüggemann (Fußballspieler)
Kurt Brüggemann (* 14. November 1926) ist ein ehemaliger deutscher Fußballspieler. Von 1949 bis 1959 spielte er für Lokomotive Stendal in der DDR-Oberliga, der höchsten Spielklasse im DDR-Fußball.

## Sportliche Laufbahn
Von 1949 bis 1959 bestritt Kurt Brüggemann 266 Punktspiele für Lok Stendal, davon 215 in der DDR-Oberliga. Damit war er innerhalb der in diesem Zeitraum ausgetragenen zehn Spielzeiten der am häufigsten eingesetzte Spieler in der 1. Mannschaft der BSG Lok. Erst Ernst Lindner konnte ihn 1970 mit 369 Einsätzen übertrumpfen. In seinen zehn Spielzeiten, in denen 286 Punktspiele ausgetragen wurden, fehlte Brüggemann nur bei 20 Begegnungen, wobei allein neun verpasste Spiele auf seine letzte Saison 1959 (Kalenderjahr-Spielrhythmus) entfallen. Mit Lok Stendal stieg er dreimal aus der Oberliga ab (1954, 1957 und 1959), stieg aber ebenso oft umgehend wieder auf. Brüggemann begann in der Oberliga-Saison 1949/50 als Abwehrspieler, wurde danach aber bis zu seinem Karriereende im Mittelfeld eingesetzt. Er erzielte zwischen 1950 und 1955 dreizehn Punktspieltore, wobei er in der DDR-Liga-Saison 1954/55 mit sieben Treffern seine erfolgreichste Spielzeit als Torschütze hatte.